# Комфорт (тауншип, Миннесота)
Комфорт (англ. Comfort) — тауншип в округе Канейбек, Миннесота, США. На 2000 год его население составило 931 человек.

## География
По данным Бюро переписи населения США площадь тауншипа составляет 93,2 км², из которых 92,0 км² занимает суша, а 1,3 км² — вода (1,36 %).

## Демография
По данным переписи населения 2000 года здесь находились 931 человек, 344 домохозяйства и 269 семей.  Плотность населения —  10,1 чел./км².  На территории тауншипа расположено 403 постройки со средней плотностью 4,4 построек на один квадратный километр. Расовый состав населения: 99,25 % белых, 0,21 % коренных американцев, 0,11 % азиатов, 0,11 % — других рас США и 0,32 % приходится на две или более других рас. Испанцы или латиноамериканцы любой расы составляли 0,97 % от популяции тауншипа.
Из 344 домохозяйств в 39,2 % воспитывались дети до 18 лет, в 68,0 % проживали супружеские пары, в 5,5 % проживали незамужние женщины и в 21,8 % домохозяйств проживали несемейные люди. 18,0 % домохозяйств состояли из одного человека, при том 5,5 % из — одиноких пожилых людей старше 65 лет. Средний размер домохозяйства — 2,71, а семьи — 3,05 человека.
38,7 % населения — младше 18 лет, 28,3 % — в возрасте от 18 до 24 лет, 28,7 % — от 25 до 44, 4,0 % — от 45 до 64, и 0,3 % — старше 65 лет. Средний возраст — 27 лет. На каждые 100 женщин приходилось 79,7 мужчин.  На каждые 100 женщин старше 18 приходилось 68,1 мужчин.
Средний годовой доход домохозяйства составлял 36 750 долларов, а средний годовой доход семьи —  42 917 долларов. Средний доход мужчин —  30 625  долларов, в то время как у женщин — 26 477. Доход на душу населения составил 20 268 долларов. За чертой бедности находились 6,8 % семей и 10,6 % всего населения тауншипа, из которых 16,1 % младше 18 и 7,0 % старше 65 лет.